# Trải nghiệm cận sinh

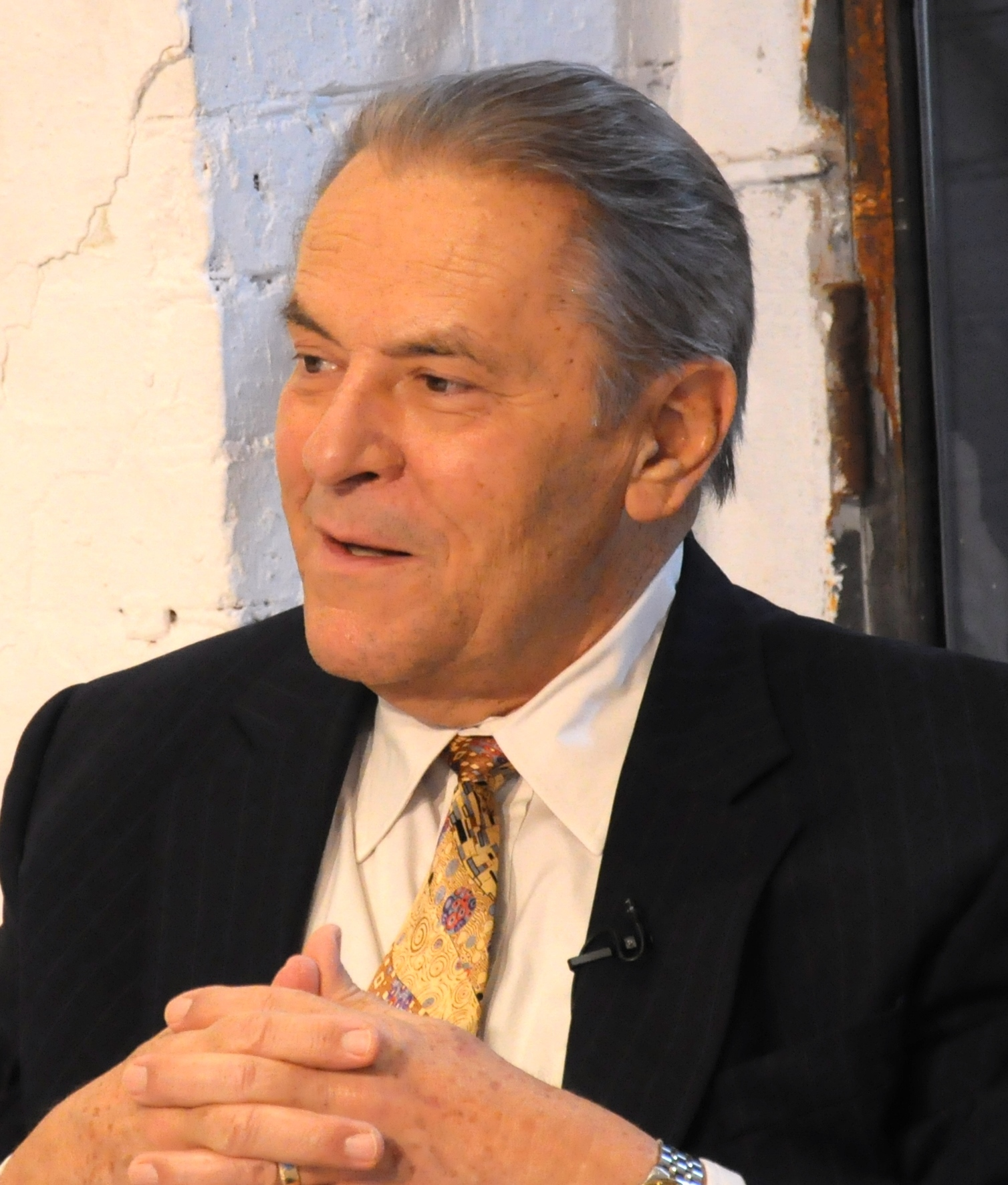
Stanislav Grof chuyên viết về trải nghiệm cận sinh.

Trải nghiệm cận sinh (viết tắt TNCS còn được gọi là trải nghiệm trước khi sinh hoặc trải nghiệm tiền kiếp) là một sự kiện được cho là được nhớ lại xảy ra trước hoặc trong khi sinh của chính một người, hoặc trong khi mang thai, được cho là nhớ về sự tồn tại từ trước của chính mình, hoặc được cho là cuộc gặp gỡ với thai nhi (thường là qua giấc mơ) do người thân hoặc bạn bè thân thiết của gia đình trải qua. Theo cách sử dụng này, thuật ngữ "trải nghiệm cận sinh" tương tự với thuật ngữ "trải nghiệm cận tử (TNCT)".

## Lịch sử
Nhà tâm thần học Stanislav Grof, vào năm 1954 đã nghiên cứu về LSD ở Praha, và sau năm 1967, ông đã khám phá ra ketamine, và các phương pháp khác để thể hiện các trạng thái ý thức không bình thường như thở holotropic. Grof kết luận rằng một số trải nghiệm cận tử là hồi ức ảo về những ký ức khi sinh, trải nghiệm lại thực tế các phần của quá trình ở dạng biểu tượng và"di chuyển về phía đường hầm ánh sáng là ký ức hoặc tái trải nghiệm tượng trưng về việc được sinh ra: ký ức 'trải nghiệm cận sinh'."  Theo Grof, TNCT phản ánh những ký ức về quá trình sinh nở với đường hầm đại diện cho âm đạo.
Năm 1979, nhà văn khoa học Carl Sagan cũng ủng hộ giả thuyết rằng trải nghiệm cận tử là những ký ức về sự ra đời. Nhà cận tâm lý học Barbara Honegger (1983) đã viết rằng trải nghiệm ngoài cơ thể (TNNCT) có thể dựa trên tưởng tượng tái sinh hoặc hồi tưởng lại quá trình sinh nở dựa trên các báo cáo về các lối đi giống như đường hầm và kết nối giống như dây của một số TNNCT mà bà so sánh với dây rốn. Giả thuyết đã bị bác bỏ trong một nghiên cứu thống kê của Susan Blackmore.

## Chỉ trích
Nhà tâm lý học Chris French đã viết rằng "trải nghiệm được sinh ra chỉ hơi giống một cách thiển cận với TNCT" và giả thuyết đã bị bác bỏ vì thông thường những người mổ lấy thai sẽ trải qua một đường hầm trong TNCT.
Nhà tâm lý học theo hướng hoài nghi Susan Blackmore đã tuyên bố rằng giả thuyết trải nghiệm cận sinh là "không đủ để giải thích TNCT một cách đáng thương. Ngay từ đầu, đứa trẻ sơ sinh sẽ không nhìn thấy bất cứ thứ gì giống như một đường hầm khi nó được sinh ra".
Nhà hoài nghi đáng chú ý Michael Shermer cũng đã chỉ trích giả thuyết khi kết luận rằng "không có bằng chứng nào về ký ức của trẻ sơ sinh dưới bất kỳ hình thức nào. Hơn nữa, âm đạo trông không giống như một đường hầm và bên cạnh đó đầu của trẻ sơ sinh bình thường hướng xuống và mắt của nó nhắm."